# Sigridea
Sigridea is een geslacht van schimmels in de familie Roccellaceae. De typesoort is Sigridea californica.

## Soorten
Volgens Index Fungorum bevat het geslacht vijf soorten (peildatum september 2021):
| Soortnaam             | Auteur(s)                   | Publicatiejaar |
| --------------------- | --------------------------- | -------------- |
| Sigridea albella      | (Müll. Arg.) Tehler         | 1993           |
| Sigridea californica  | (Tuck.) Tehler              | 1993           |
| Sigridea chloroleuca  | (Müll. Arg.) Tehler         | 1993           |
| Sigridea glaucomoides | (Nyl.) Tehler               | 1993           |
| Sigridea labyrinthica | (Follmann) Ertz & Diederich | 2005           |